# 佐藤伊知子
佐藤伊知子（日语：／ Sato Ichiko，1965年3月11日—），日本女子排球运动员。她曾代表日本参加1988年和1992年夏季奥林匹克运动会排球比赛，分别获得第四名和第五名。